# ディケーター (ジョージア州)
ディケーター（英: Decatur）は、アメリカ合衆国ジョージア州の都市。ディカーブ郡の郡庁所在地である。人口は2万4928 人（2020年）。アトランタの郊外都市であり、アトランタ・マルタのブルーラインが市内に乗り入れている。
ディケーター市の公式モットーは「家、学校、および礼拝所の都市」である。このモットーは2000年まで「家、学校、および教会の都市」だった。
ディケーター市の名前は"dee-kay-tur"（ディケイター）あるいは"deh-ka-tour"（デーカトゥア）と発音される。

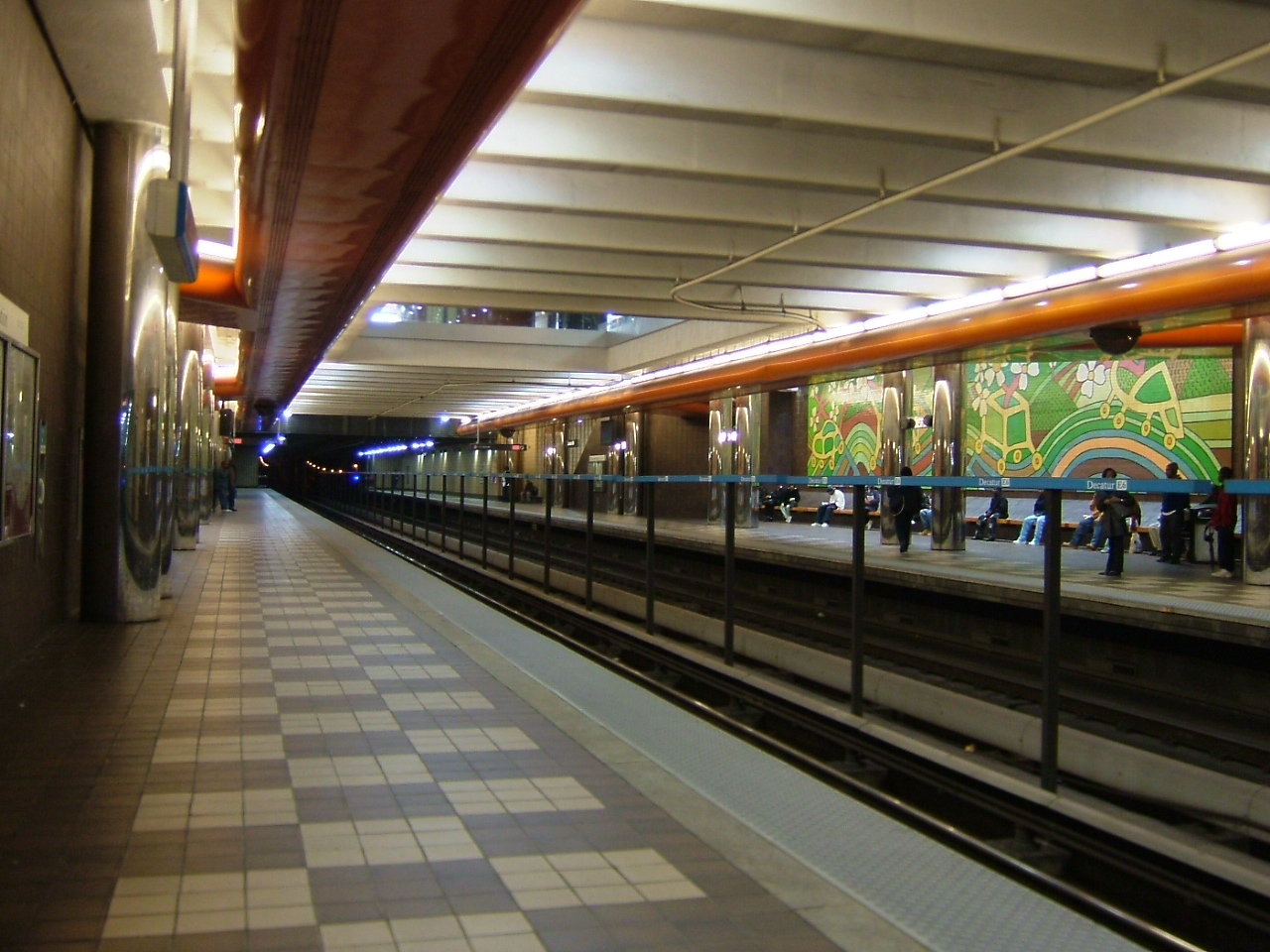
ディケーター駅

## 歴史
1822年、ディケーターはインディアン道2本の交差点に設立された。チャタフーチー川から東にユートイ・クリークニに導くサンドタウンと、現在のクレアモント道路を辿るシャローフォードがロズウェル近くで交差していた。町名はアメリカ海軍の英雄スティーヴン・ディケーターから採られており、また初期の道路は論理的に名付けられたが、間もなく変わったやり方で改名されていった。
| 「 | シャローの浅瀬に通じるシャローフォード道路は、クレアモントと呼ばれる場所に行くことも過ぎることもないので、クレアモント・アベニューと改名された。コビントン道路は現在シカモア通りとなっており、おそらくコビントンには通じるがシカモアという場所が無いので名付けられた。ネルソンズフェリー道路はその道路の端でチャタフーチー川を渡す渡し船を運航していた地元家族から採られており、著名家族に因んでポンセデレオンと名付けられ、その後キューバのハバナのカストロとなった。 | 」 |

1830年代、ウェスタン・アンド・アトランティック鉄道が、ディケーターをその線の中で最南端の駅にしようとした。ディケーター市民はそのような終着駅に付いてくる騒音、大気汚染、成長を嫌い、その提案を拒否した。鉄道会社はディケーターの西南西に新しい町を造って終着駅とした。それがアトランタ市になった。
南北戦争のとき、北軍ウィリアム・シャーマン将軍によるアトランタ方面作戦では、ディケーターが戦略的な場所になった。1864年7月、北軍のジェイムズ・マクファーソン将軍がディケーターを占領し、オーガスタからの南軍の供給線を遮断した。7月22日のアトランタの戦いでは、南軍ジョセフ・ウィーラー少将の指揮する騎兵隊がマクファーソンの輜重隊を攻撃したので、北軍部隊が荷車の防衛に残された。ディケーター市の郡庁舎にある標識はこの小競り合いの場所を示している。
20世紀の後半、アトランタ大都市圏がディカーブ郡の未編入領域に広がってきて、法人化されたディケーターの2面を囲うようになった。現在富裕層や中流層の白人が、この地域からさらに遠隔の郊外部に移動している。1960年代と1970年代には、資産価格が急激に低下した。しかし、最近では長期の中心街再開発計画が実を結び、アトランタ中心街まで容易に行き来できるトレンディな多目的小地区に変わったこともあって、経済活力を取り戻している。過去20年の間に、アトランタに近接しているにも拘わらず、小都市の感覚を残す進歩的な都市に、市民が高度に関わっているという地元・全国の評判を勝ちえてきた。

## 地理
ディケーター市は北緯33度46分17秒 西経84度17分52秒 / 北緯33.77139度 西経84.29778度 (33.771355, -84.297732)に位置している。
アメリカ合衆国国勢調査局に拠れば、市域全面積は4.2平方マイル (11 km2)であり、全て陸地である

## 人口動態
以下は2010年国勢調査による人口統計データである。
| 基礎データ - 人口: 19,335 人 - 世帯数: 8,599 世帯 - 家族数: 4,215 家族 - 人口密度: 2,860.2人/km2（4,603.6 人/mi2） - 住居数: 9,335 軒 - 住居密度: 1,380.9軒/km2（2,222.6 軒/mi2） 人種別人口構成 - 白人: 73.5% - アフリカン・アメリカン: 20.2% - ネイティブ・アメリカン: 0.0% - アジア人: 2.9% - 太平洋諸島系: 0.0% - その他の人種: 0.6% - 混血: 2.4% - ヒスパニック・ラテン系: 3.2% 年齢別人口構成 - 18歳未満: 25.1% - 18-24歳: 5.2% - 25-44歳: 32.9% - 45-64歳: 25.7% - 65歳以上: 11.1% - 年齢の中央値: 38歳 - 性比（女性100人あたり男性の人口） - 総人口: 78.6 | 世帯と家族（対世帯数） - 18歳未満の子供がいる: 29.5% - 結婚・同居している夫婦: 38.8% - 未婚・離婚・死別女性が世帯主: 11.4% - 非家族世帯: 47.2% - 単身世帯: 37.9% - 65歳以上の老人1人暮らし: 21.1% - 平均構成人数 - 世帯: 2.17人 - 家族: 2.96人 収入と家計 - 収入の中央値 - 世帯: 73,602米ドル - 家族: 46,758米ドル - 性別 - 男性: 73,089米ドル - 女性: 58,580米ドル - 人口1人あたり収入: 42,926米ドル - 貧困線以下 - 対人口: 14.9% - 対家族数: 12.2% - 18歳未満: 24.2% - 65歳以上: 12.5% |

教育のレベルはアトランタ都市圏の平均より高い。住人の56％は学士以上の学歴があり、27％は修士以上となっている。

## 教育

### 初等中等教育

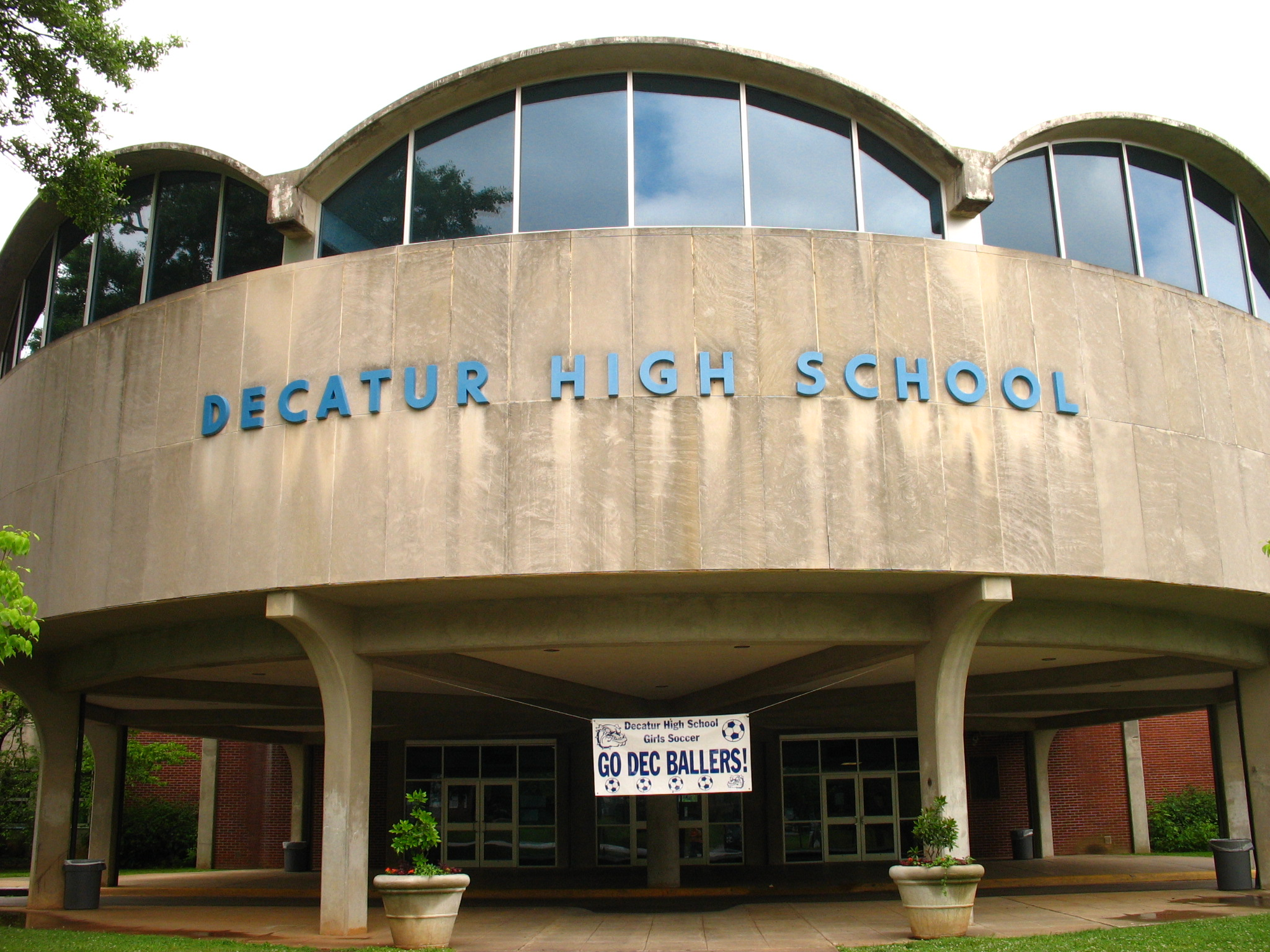
ディケーター高校

ディケーター市教育学区が市域内の幼稚園から12年制まで公共教育を担当し、小学校4校、4年生と5年生の学校1校、中学校1校、高校1校がある。
ディカルブ郡教育学区はディケーター市を囲む郡内未編入領域を管轄しており、市域近くでウィリアム・ブラドリー・ブライアント・センターを運営している。

### 高等教育機関
- アグネス・スコット・カレッジ[11]
- コロンビア神学校[12]
- エモリー大学、市の北西、未編入領域にある[13]
- ジョージア・ペリメーター・カレッジ[14]

### 公共図書館
ディカルブ郡公共図書館がディケーター支所を運営している。

## 市政府
ディケーター市は市政委員会・マネジャー方式の政府を採用している。市政委員会の5人の委員は、任期4年間、2年毎に半数が改選される。2人は市の南部から、2人は市の北部から選出され、残り1人は市全体を選挙区に選出される。組織化のための会合は毎年1月に行われ、互選で市長と市長代行をきめる。その任期は1年間である。市長は別の選挙で選ばれる役職ではない。
市政委員会は専門家の市マネジャーを指名し、政策や指示事項の実行と日々の管理を行わせる。企画委員会、区割り委員会、歴史保存委員会など市政委員会が指名する市民による委員会もある。

### 州の機関
ジョージア少年司法省がディケーターに近いエイボンデールエステイツにその本部を置いている。ジョージア州捜査局がディケーターに近い未編入領域にその本部を置いている。

### 連邦政府の機関
アメリカ合衆国郵便公社が市内のディケーター郵便局を運営している。

## 地区と歴史地区
- アデアパーク
- サウスキャンドラー通り＝アグネス・スコット・カレッジ歴史地区
- チェルシーハイツ
- クレアモント＝グレートレイクス&クレアモント歴史地区
- クレアモント・ゲイトウェイ協会
- ディケーターハイツ
- カレッジハイツ
- ディケーター中心街
- エバーグリーン・フォレスト
- グレンウッド・エステイツ
- レノックス・プレース
- MAK歴史地区
- ミッドウェイウッズ
- オークハースト
- パークウッド
- ポンセデレオン・ハイツ
- ポンセデレオン・コート歴史地区
- リッジランドパーク
- シカモア通り
- ウェストチェスターヒルズ
- ウィノナパーク歴史地区

## 見どころ
ディケーターの中心街と住宅地区は歴史的な建築物で埋められ、見どころが多い。下記リストは主にアメリカ合衆国国家歴史登録財に指定されたものだが、多くは民間の所有であり、外観のみ見られる。
- サウスキャンドラー通り＝アグネス・スコット・カレッジ歴史地区、カレッジ・アベニュー東141、この地区は東のウィノナパーク歴史地区と、西のMAK歴史地区に挿まれている。
- クレアモント歴史地区、ディケーター広場の北
- コロンビア神学校、コロンビア・ドライブ701、街路樹があり、煉瓦と石灰岩のキャンパスはウィノナパーク歴史地区内にある
- コーラ・ベック校舎と家屋、ヒリヤー・プレース213、国家歴史登録財
- ディケーター墓地、ベル通り229、19世紀初期に造られた、ディケーター広場の北東
- ディケーター鉄道駅、ハワード通り東301、改装されキンボールハウスというレストランになっている
- 旧ディカルブ郡庁舎、コート広場東101、ディケーター広場にある、小さな歴史博物館を内蔵
- フレーザー邸、チャーチ通りとベル通りの角、ディケーター墓地入口にある19世紀建築物
- グレンウッド小学校、市内最古の学校
- ハイ・ハウス、キャンドラー通り北とシカモア通りの角、南北戦争前に建てられ、市内最古の二階建て建造物と考えられている
- 歴史的家屋複合物、トリニティ・プレース西716と720、アデア公園に移された南北戦争前の家屋3軒
- 歴史的オークハースト、市内南西部、20世紀初期に併合された町、バンガローに囲まれた独自の事業地区がある
- MAK歴史地区、マクドナウ通りとアダムズ通り、キングス・ハイウェイに囲まれた地区、市内初の歴史地区であり、20世紀初期のアメリカ・クラフトマンスタイルの家屋があり、ハリウッド映画の撮影に使われた
- メソジスト礼拝堂、コマース・アベニューとシカモア通り、歴史あるシカモア通りに沿った御影石の礼拝堂、第一メソジスト教会が所有
- 旧スコッティッシュ・ライト病院、ヒル通り西321（オークハースト地区）、歴史あるシュライナーの病院は再利用され、レストランと画廊が入っている
- ピタゴラス・マソニック・ロッジ、ポンセデレオン・アベニュー東108、1924年に建築家ウィリアム・セイワードの設計で建てられた
- ポンセデレオン・コート歴史地区、1列のバンガローと椰子の木の街路樹、ディケーター広場の東
- 歴史あるシカモア通り、市内最大の歴史的住宅街
- 旧郵便局、トリニティ・プレース141、大理石で覆われた連邦政府の建物、国家歴史登録財
- ウィノナパーク歴史地区、市内南東部、住宅は国家歴史登録財、コロンビア神学校もある
- ウッドランズ庭園、スコット・ブールバード932、広さ7エーカー1 (28,000 m2)、固有種の樹木で覆われ、一般公開されている

## 姉妹都市
ディケーター市は姉妹都市インターナショナルが指定する姉妹都市3件を締結している。
- ブルキナファソ、ブーセ
- ブルキナファソ、ワヒグヤ
- ペルー、トルヒーリョ